# روتنبورغ أم نكار
روتنبورغ أم نكا (بالألمانية: Rottenburg am Neckar) هي بلدة كبيرة ‏، مدينة وبلدة ألمانية تقع في ألمانيا في بادن-فورتمبيرغ. يقدر عدد سكانها بـ 42,761 نسمة .

## المدن التوأمة
مدينة Saint-Claude هي مدينة توأمة لـروتنبورغ آم نكا.

## معرض صور

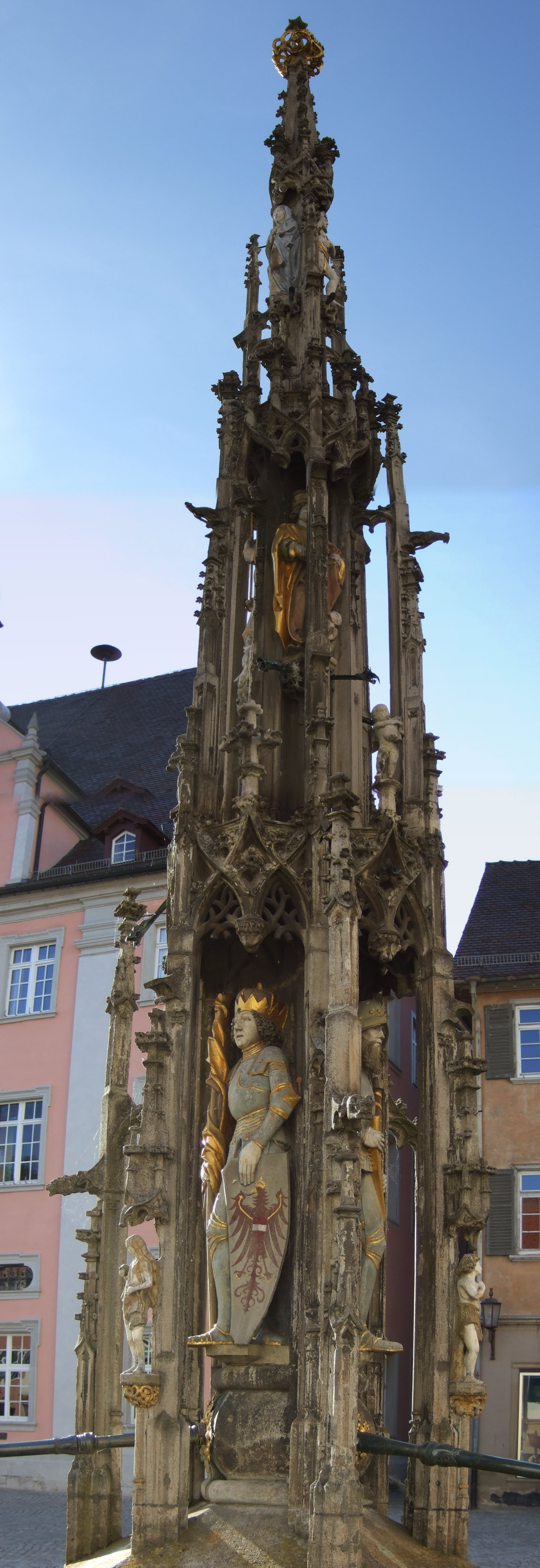
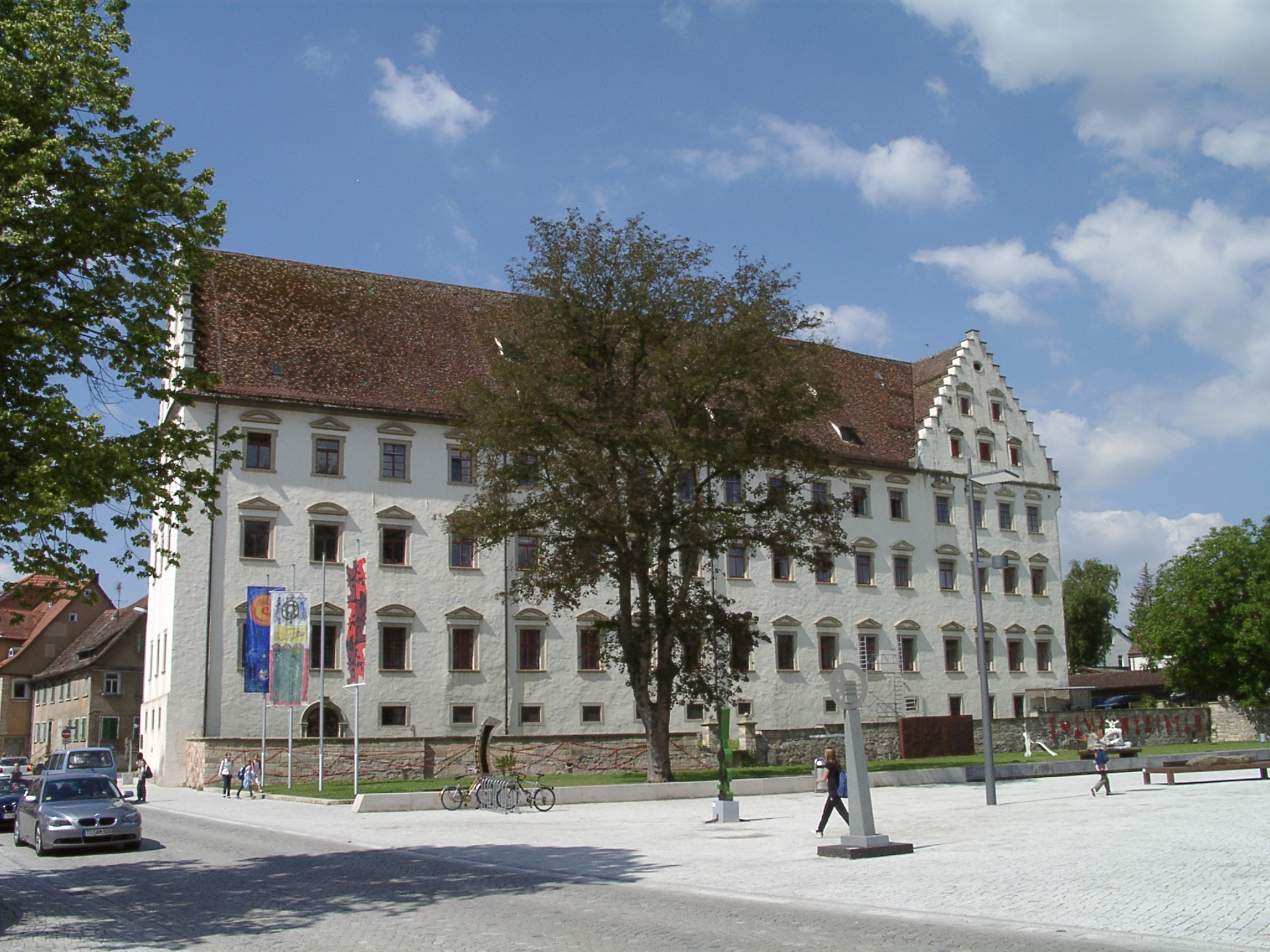
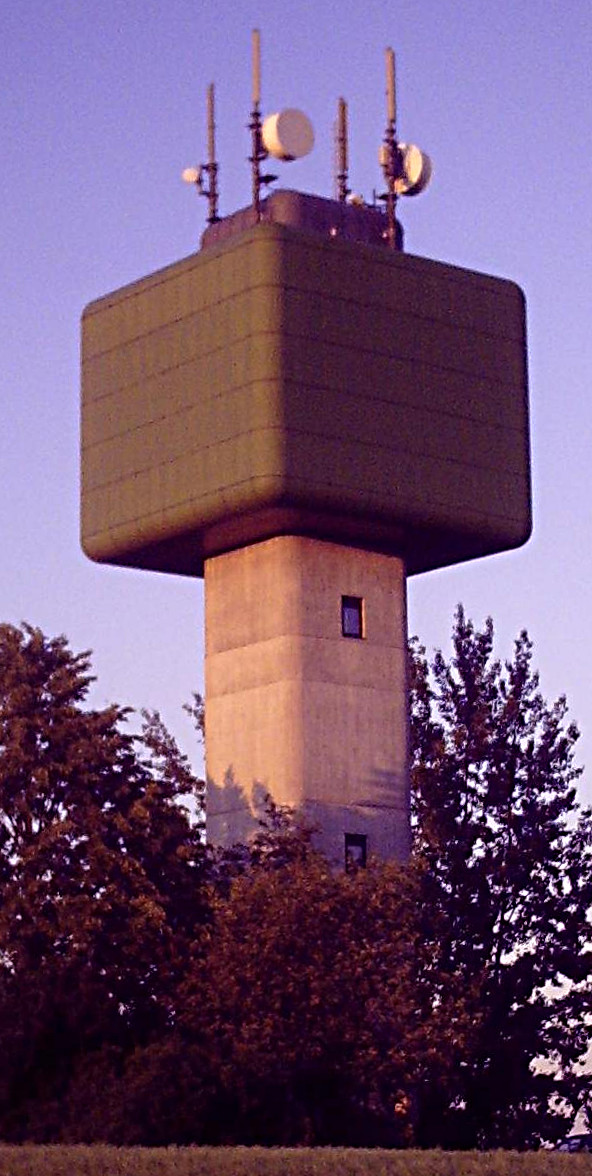
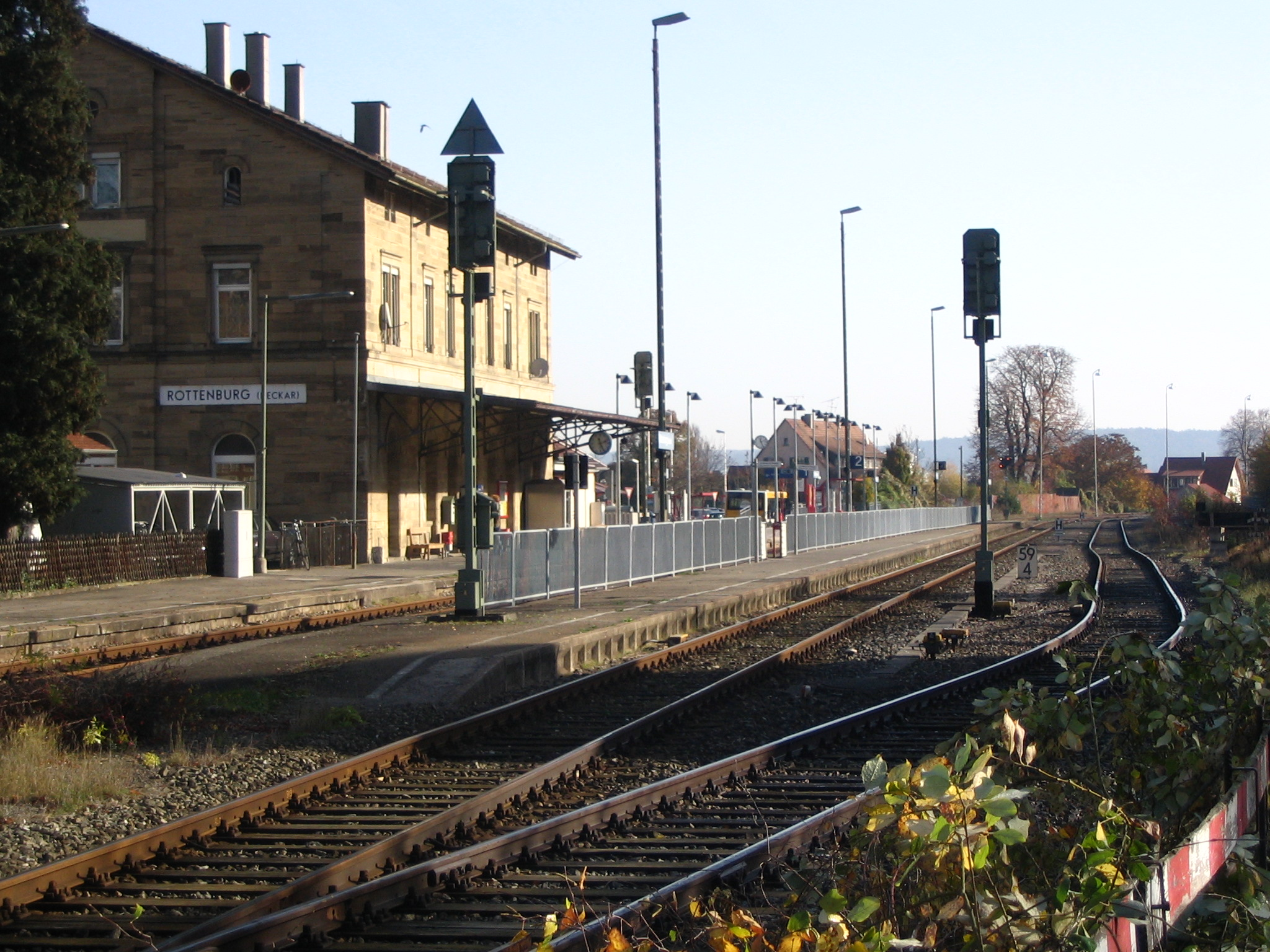

## أعلام
- يوجين أوت
- أوتيلي فيلدرموت
- ينفريد هرمان
- إيفال بوشر
- يوليوس مولر